# 古佛乡
古佛乡，是中华人民共和国四川省眉山市仁寿县曾经下辖的一个乡。2019年12月，撤销古佛乡，将其所属行政区域划归文宫镇管辖。

## 行政区划
古佛乡撤销前下辖以下地区：
利群村、协力村、打谷村、池家村和响簧村。